# Conops atroviolaceus
Conops atroviolaceus är en tvåvingeart som beskrevs av Camras 1962. Conops atroviolaceus ingår i släktet Conops och familjen stekelflugor.
Artens utbredningsområde är Zimbabwe. Inga underarter finns listade i Catalogue of Life.